# Okręg Oloron-Sainte-Marie
Okręg Oloron-Sainte-Marie (fr. Arrondissement d’Oloron-Sainte-Marie) – okręg w południowo-zachodniej Francji. Populacja wynosi 74 100.

## Podział administracyjny
W skład okręgu wchodzą następujące kantony:
- Accous,
- Aramits,
- Arudy,
- Laruns,
- Lasseube,
- Mauléon-Licharre,
- Monein,
- Navarrenx,
- Oloron-Sainte-Marie-Est,
- Oloron-Sainte-Marie-Ouest,
- Sauveterre-de-Béarn,
- Tardets-Sorholus.